# هوندا سی‌بی۳۶۰
هوندا سی‌بی۳۶۰ (به انگلیسی: Honda CB360) یک موتورسیکلت چهارزمانه دوسیلندر که توسط کمپانی هوندا بین سال‌های ۱۹۷۴ تا ۱۹۷۶ تولید شد. این موتورسیکلت جانشین هوندا سی‌بی۳۵۰ شد و جایگزینی برای چهارسیلندرهای سی‌بی۳۵۰اف و سی‌بی۴۰۰اف شد. این موتور یک طراحی جدید بود. موتور ۳۵۶ سی‌سی برای گشتاور وسیع تنظیم شده بود و چرخ عقب را از طریق یک جعبه دنده شش سرعته می‌راند. مدل پایه سی‌بی۳۶۰ مجهز به ترمزهای کاسه‌ای جلو و عقب بود، در حالی که نسخه سی‌بی۳۶۰تی دارای ترمز دیسکی هیدرولیک جلو بود. 